# Arhynchite arhynchite
Arhynchite arhynchite is een lepelworm uit de familie Thalassematidae.
De wetenschappelijke naam van de soort werd in 1924 gepubliceerd door Ikeda.